# Elektrokémiai potenciál
A B ion elektrokémiai potenciálja egy intenzív fizikai mennyiség, ami megadja, hogy a B ion egységnyi kémiai anyagmennyiség-változása esetén – azaz 1 mol hozzáadása a rendszer nagyon nagy mennyiségéhez – mennyivel változtatja meg a rendszer szabadentalpiáját, azaz az integrális moláris mennyiségét (miközben a rendszerben a hőmérséklet, a nyomás és a B komponens kivételével az összes többi komponens anyagmennyisége állandó marad). Az elektrokémiai potenciál abszolút értéke nem ismeretes, gyakorlatban a folyamatokban bekövetkező megváltozása fontos.
Az elektrokémiai potenciál abban különbözik a kémiai potenciáltól, hogy a B komponens elektromos töltéssel rendelkezik, és ezért ha a rendszerbe bejut 1 mol ion, akkor az elektromos töltés átmenettel járó elektromos munkavégzést is figyelembe kell venni. 
Az elektrokémiai potenciált definiáló összefüggés:
{\displaystyle {\tilde {\mu }}_{\mathrm {B} }=\left({\frac {\partial G}{\partial {n_{\mathrm {B} }}}}\right)_{p,T,n_{\mathrm {i\neq B} }}=\mu _{\mathrm {B} }+z_{\mathrm {B} }F\varphi ,\ \mathrm {J/mol} },
ahol
G a rendszer Gibbs-energiája, J
nB a B komponens anyagmennyisége, mol
p a nyomás, Pa
T a hőmérséklet, K.
{\displaystyle \mu _{\mathrm {B} }} , a kémiai potenciál, J/mol
{\displaystyle z_{\mathrm {B} }} az ion töltésszáma,
F a Faraday-állandó, F = 96 485,34 C/mol
φ a Galvani-potenciál, V
Értelmezése tehát hasonló a kémiai potenciáléhoz, de a B komponens ionos felépítése miatt 1 mólja zF elektromos töltéssel rendelkezik, a φ elektromos potenciálú rendszerbe jutva zFφ  elektromos munkavégzés is történik.